# Парафіяльний костел Святого Валентина (Калуш)
Парафіяльний костел Святого Валентина — римо-католицький храм, що розташований в центральній частині міста і є візитівкою Калуша. Даний храм є першою мурованою будівлею в місті. яка збереглася до наших днів. Костел знаходиться на висоті 315 м над рівнем моря. На всій території України калуський костел має лише один аналог — в містечку Глинна Наварія, Львівської області.

## Історія

### Дерев'яний храм
Перший римо-католицький храм у Калуші збудовано ще в XV столітті.
5 квітня 1464 року король Казимир Ягайлончик надав місцевим католикам фундацію на побудову латинського парафіяльного католицького костелу Святого Валентина, не дивлячись на те, що у 1450 році в Калуші вже існував римо-католицький костел. А ще раніше, в 1464 році, той же король Казимир Ягайлончик надав костелові у Калуші право на використання вивару солі однієї панви. Це соляне право зберігалося костелом до 1680 року, коли місцевий католицький пробст зрезиґнував із цієї солеварні і продав її за 1000 злотих.
Костел св. Валентина був спочатку споруджений з дерева, в ньому були дерев'яні скульптури святих апостолів і пророків. Ксьондза було спроваджено зі Львова, і він відправляв Богослуження щонеділі. Орган, який супроводжував костельні відправи, був завезений до Калуша із Кракова в 1475 році. До костела ходили не лише місцеві католики, але й католики із сусідніх сіл.
Ця парафія була великою, її провадили пробощ і 8 ксьондзів, які тоді називалися «вівтаристами» (від слова «вівтар»). При церкві у XVI—XVIII століття ст. діяла школа і лікарня. Невідомо, хто навчав і скільки учнів навчалося в цій католицькій школі, хто були тут лікарями. Гроші на витрати костелу, лікарні і школи надходили із «костельного фонду», який складали для цієї мети прибутки із ділянок землі і пожертвування за Богослужіння. На жаль, про місце первісного костелу не залишилось будь-яких свідчень. Можливо, він містився там, де в 1842 році був побудований новий костел, який зберігся до нашого часу.
Під час нападів татар костел кілька разів горів, особливого пошкодження зазнав він у 1565 році. Це стало відомо королеві Стефанові Баторію, і його стараннями костел Святого Валентина в 1578 році було відновлено. В 1770 році цей фарний костел був збудований по-новому із смерекового дерева. В люстрації 1771 року записано: «Фарний костел при замку в місті новозбудований із смерекового дерева і покритий гонтою».В костелі зберігалися унікальні католицькі стародруки, чудові срібні свічники, золоті келихи, позолочені шати ксьондзів.

### Мурований костел

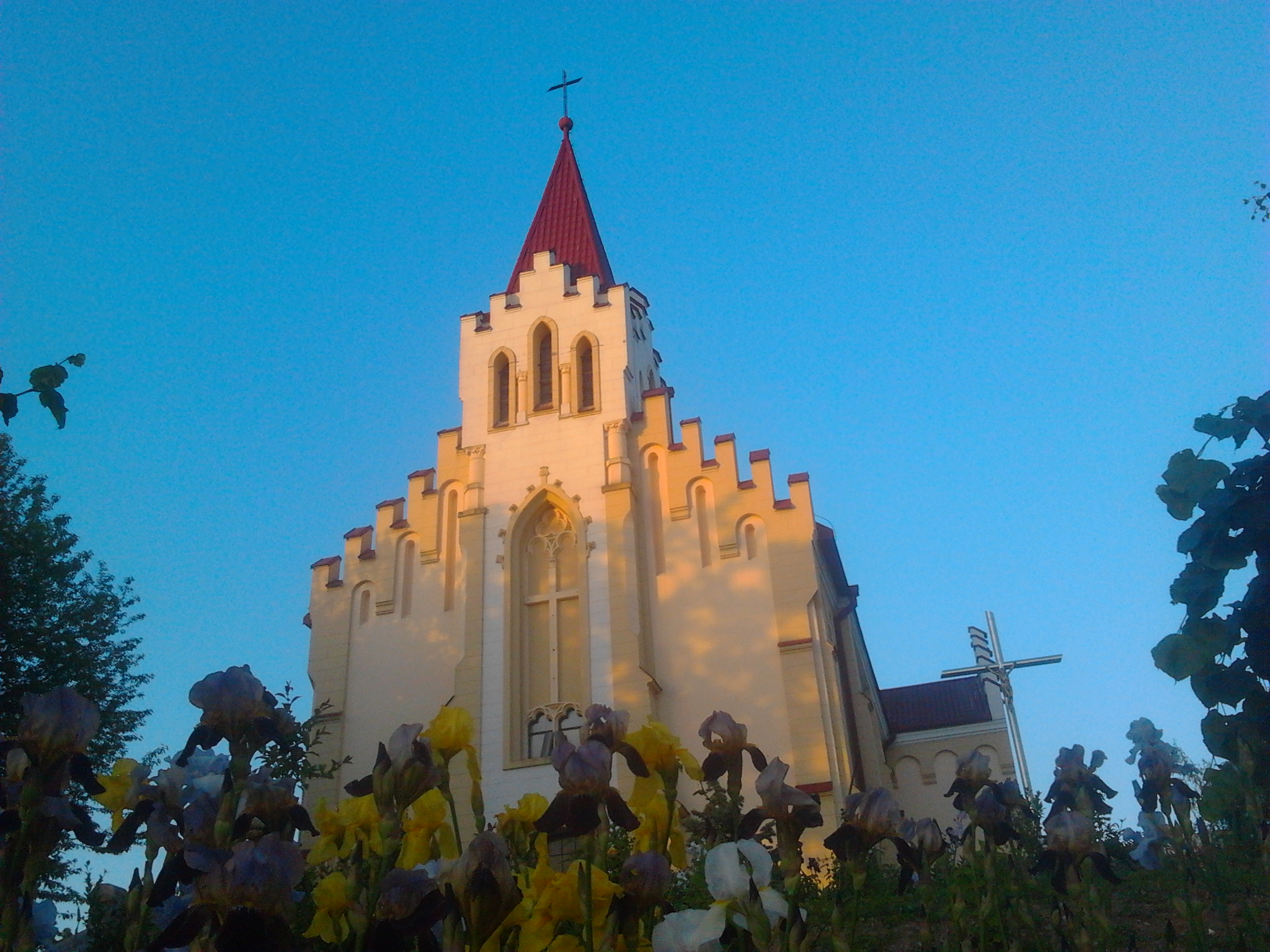
Фасад костела

в 40-х роках XIX століття католицька святиня була вимурована і у 1842 р. посвячена Львівським єпископом
Будівництво храму розпочате у 1841 р. а остаточно довершене у 1845 році. У 1874—1875 рр. було проведено ремонт, а у 1876 зведено нову вежу. У 1886 було збудовано нові вівтарі. У 1903, 1910—1912 у храмі проводився капітальний ремонт, згідно з проєктом Тадея Обмінського. Тоді було добудовано дві бічні каплиці, значно збільшено вікна, а дах перекрито чорною дахівкою. Тоді також збудовано вежу та інші елементи, які отримали свій теперішній вигляд. Тогочасне оснащення було вбоге та недостатнє і його замінили та доповнили у наступних роках. Під час військових дій у 1917 році костел дещо постраждав — було пошкоджено одну з каплиць, вибито шибки у вікнах. Австрійське військо конфіскувало дзвони і органні пищалки. За старанням фірми братів Фельчинських у 1921 році було проведено реставрацію костелу, а у 1926 перед фасадом поклали нові сходи. У 1928 р. споруджено новий головний вівтар авторства Яна Войтовича з Перемишлян, також змонтовано електричне світло. У 1930 р. покладено нову підлогу. Нові образи Святого Валентина і Матері Божої Цариці Корони Польської «Вшанування станами» («Вшанування Пресвятої Діви Марії суспільними станами») авторства львівського художника Станіслава Батовського поміщено у головному вівтарі наступно у рр. 1931 та 1932 (під час консекрації вівтаря). У 1936 р. бічні вівтарі реставровано довершивши їх різьбою. У зв'язку з постійними переслідуваннями з боку нової радянської влади в 1944 р. о. Казимир Томкевіч перевіз частину предметів з костелу у Калуші до місцевості Лончки Ягеллонські, повіту Кросно, а вже в серпні 1945р. останній пробощ Калуша Ян Паліца зі значною частиною вірних виїхали до Грифіно, забираючи із собою образ з головного вівтаря, образи стацій Хресної Дороги, чаші, орнати та хоругви. Після Другої світової війни в костелі розташовано спортивний зал місцевої школи, пізніше передано храм Українській Православній Церкві.
У 1999 році костел повернено римо-католицькій парафії і невдовзі розпочато його ремонт, який у 2001 р. був на завершенні. Костел було пофарбовано, та замінено дахове покриття. Реконсекровано (наново освячено) костел 30 серпня, 2008 року.

## Архітектура
У 1884 р. сучасник писав про калуський костел: "На північ від руської (української) церкви возноситься на незначно підвищенім горбі латинський костел року 1830 за панщини руськими людьми в готичнім стилю з цегол збудований. При будуваню єго положено злі фундаменти, крім того попукані дві стіни нави костельної, зіставляючи широку щелину, у котру і руку упхати можно. Обі фронтові муровані вежі, котрі в собі дзвіницю містили, мусили бути для щоденного грозячого подання перед двома літами знесені, а на місцю їх встановлено дві спічасті, нсфоремні бляхові покриті дерев'яні вежі, котрі костелові якісно дивно смішний вид надають. До костела стоїть помешканє лат. «пробоща», до котрого кілька сот латино-русинів належать. Кромі того находяться на території міської дві латинські каплиці: одна менша при улиці проводячої на калуські «сількі жупи, над рікою Сівкою, Святого Йвана Непомука і Святого Антонія Подевського на роздоріжу за Калушем, новійшими часами ревністю викарія відбудована друга».
Збудований костел в неоготичному стилі. Храм є пам'яткою архітектури місцевого значення.

## Фотогалерея

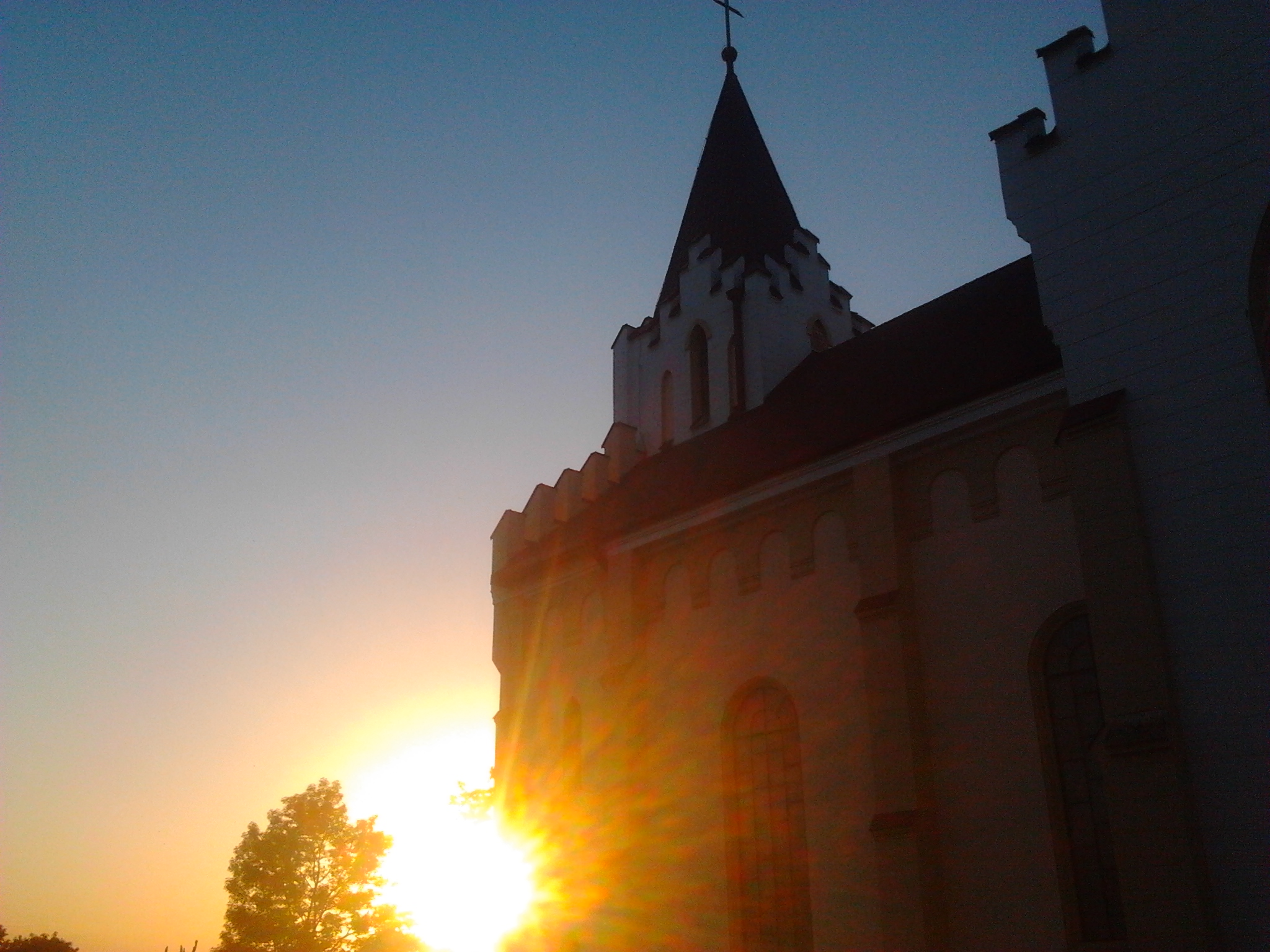
На заході сонця
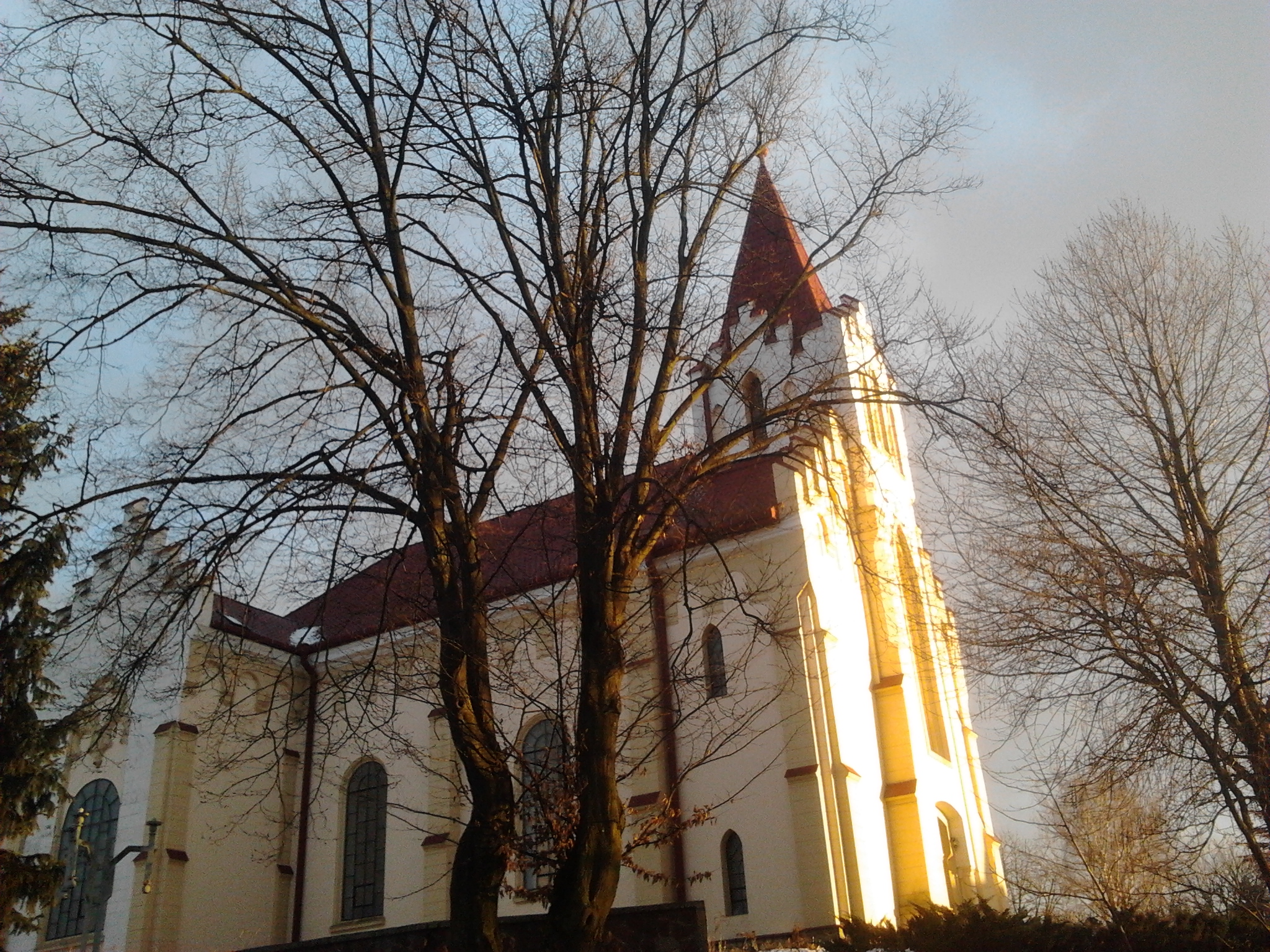
Вид з вул. Шевченка